# Pawliszczew Bor

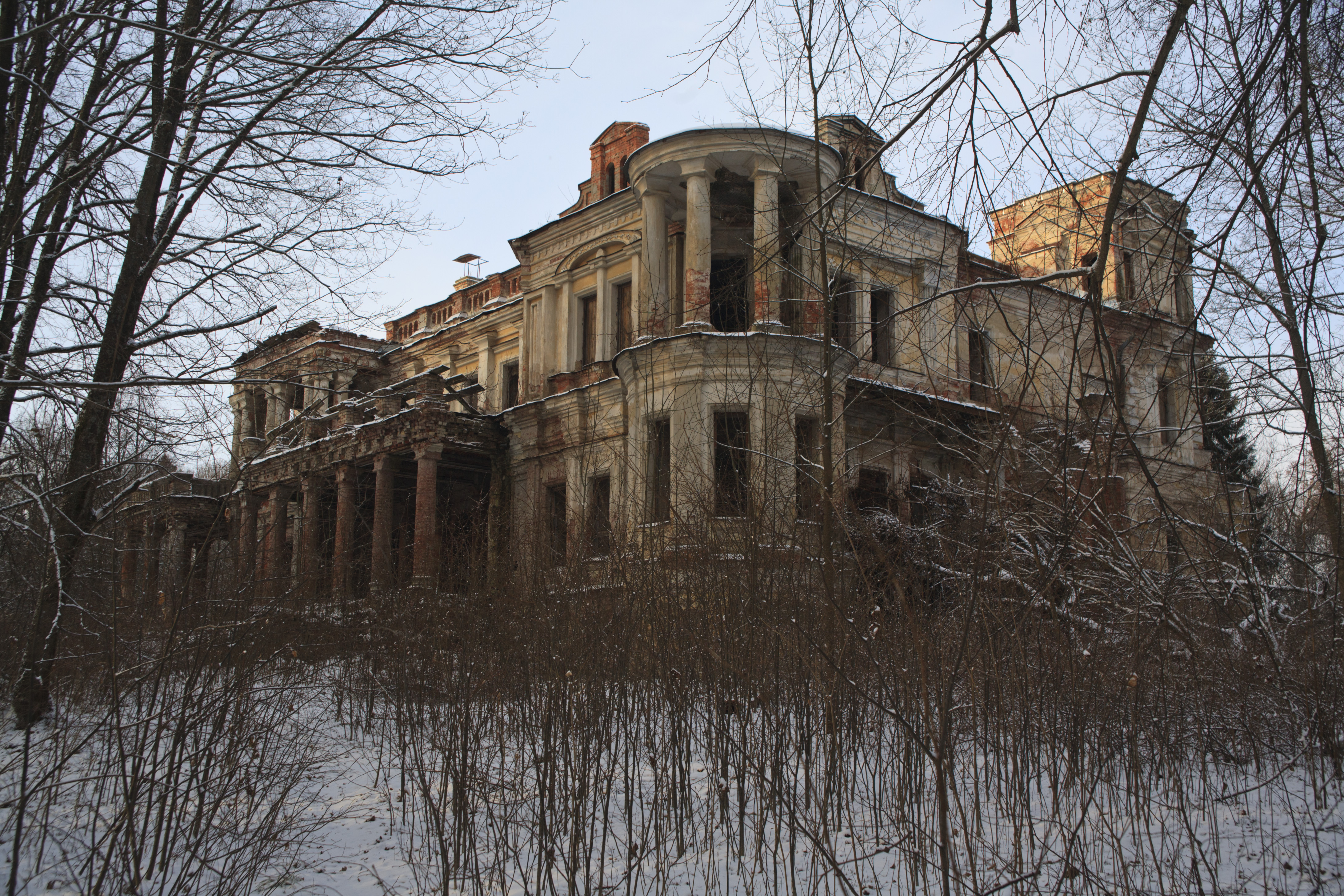

Pawliszczew Bor (ros. Павлищев Бор) – sowiecki obóz dla polskich jeńców wojennych w latach 1939-1940. Położony w obwodzie smoleńskim, pomiędzy Juchnowem a Kozielskiem, ok. pół kilometra od wioski Szczełkanowo, 32 km od stacji kolejowej Babynino.

## Historia
Obóz utworzono w 1939 roku w znacjonalizowanym majątku Koziełł-Poklewskich używanym wcześniej jako sanatorium przeciwgruźliczne. W niektórych dokumentach nazywany "obozem Juchnowo" lub "obozem R-43".
W obozie przebywały niezależnie trzy grupy jeńców polskich: od końca września do grudnia 1939; od końca kwietnia do połowy czerwca 1940, i od połowy lipca 1940 do końca czerwca 1941. Dnia 8 października 1939 w obozie przebywało 8095 polskich jeńców wojennych; ponieważ w budynkach sanatorium miejsca nie starczyło, więźniowie byli osadzeni w dawnych budynkach folwarcznych. Ci, dla których miejsca nie starczyło miejsca w głównych budynkach, musieli przebywać w nieprzygotowanych budynkach (np. stajniach), przy niskiej temperaturze (spadającej blisko zera). W tej pierwszej grupie znajdowało się wielu szeregowych. Późniejsze grupy to ok. 400-500 oficerów, którzy przebywali w bardziej znośnych warunkach (mniejszy tłok; lato).
Komendantem obozu był major Filipp Kadyszew, a jego komisarzem komisarz batalionowy E. S. Gilczonok.